# Пономарёв, Павел Елизарович
Па́вел Елиза́рович Пономарёв (10 (23) марта 1913, д. Луговая, Осинский уезд, Пермская губерния, Российская империя — 16 августа 1973, д. Старые Решёты, Свердловская область, РСФСР, СССР) — командир отделения взвода связи 603-го стрелкового полка 82-й стрелковой дивизии 1-й армейской группы, Герой Советского Союза.

## Биография
Родился 23 марта 1904 года в деревне Луговая Осинского уезда Пермской губернии (ныне — Уинский район Пермского края) в крестьянской семье. Русский.
Член ВКП(б)/КПСС с 1929 года. Образование начальное. В 1924 году переехал в город Кунгур Пермской области, на железнодорожной станции которого работал путевым рабочим. Вернувшись с семьёй в 1928 году в родную деревню, работал на мукомольном предприятии сельскохозяйственного товарищества. С 1929 года работал в органах милиции.
В Красную Армию призван весной 1930 года. Участник боёв с японскими милитаристами на реке Халхин-Гол (Монголия) с 10 июня 1939 года. Командир отделения взвода связи отделенный командир Павел Пономарёв особо отличился в ночном бою с 12-го на 13 июля 1939 года с японской диверсионной группой, в котором, несмотря на тяжёлое ранение, он проявил стойкость и героизм.
Указом Президиума Верховного Совета СССР от 29 августа 1939 года за мужество и героизм, проявленные при выполнении воинского и интернационального долга, отделенному командиру Пономарёву Павлу Елизаровичу было присвоено звание Героя Советского Союза с вручением ордена Ленина. После учреждения знака особого отличия ему была вручена медаль «Золотая Звезда» № 147.
После излечения в госпитале демобилизовался из рядов Красной Армии. В 1939 году окончил Московскую высшую школу милиции и до 1959 года работал в органах МВД (автомобильной инспекции) Пермской и Свердловской областей.
Жил в городе Кунгур Пермской области, позднее — в деревне Старые Решёты Первоуральского горсовета Свердловской области.
Умер 16 августа 1973 года, похоронен на городском кладбище Первоуральска.

## Награды и звания
СССР:
- Герой Советского Союза (29.08.1939, медаль «Золотая Звезда» № 147)[3];
- орден Ленина (29.08.1939)[3];
- орден Красной Звезды;
- медаль «За боевые заслуги»;
- медаль «За победу над Германией в Великой Отечественной войне 1941—1945 гг.»[1];
- другие медали.

Монгольской Народной Республики:
- Герой Монгольской Народной Республики (1969, медаль «Золотая Звезда Героя МНР»);
- орден Красного Знамени (МНР);
- орден Полярной звезды (МНР, 07.1969)[4];
- медаль «30 лет Халхин-Гольской Победы» (МНР, 15.08.1969)[4];
- знак «Участнику боёв у Халхин-Гола» (МНР).

## Память
- 29 октября 1987 года в городе Кунгур Пермской области на улице Карла Маркса был установлен бюст Герою Советского Союза П. Е. Понамарёву, 3 октября 2006 года отреставрированный памятник П. Е. Пономареву был перенесен на новое место — к зданию УВД на улице Октябрьской[5].